# Луиза Фридерика Вюртембергская
Принцесса Луиза Фредерика Вюртембергская (нем. Luise Friederike von Württemberg; 3 февраля 1722, Штутгарт, Герцогство Вюртемберг — 2 августа 1791, Гамбург) — немецкая принцесса, герцогиня Мекленбург-Шверинская.

## Биография

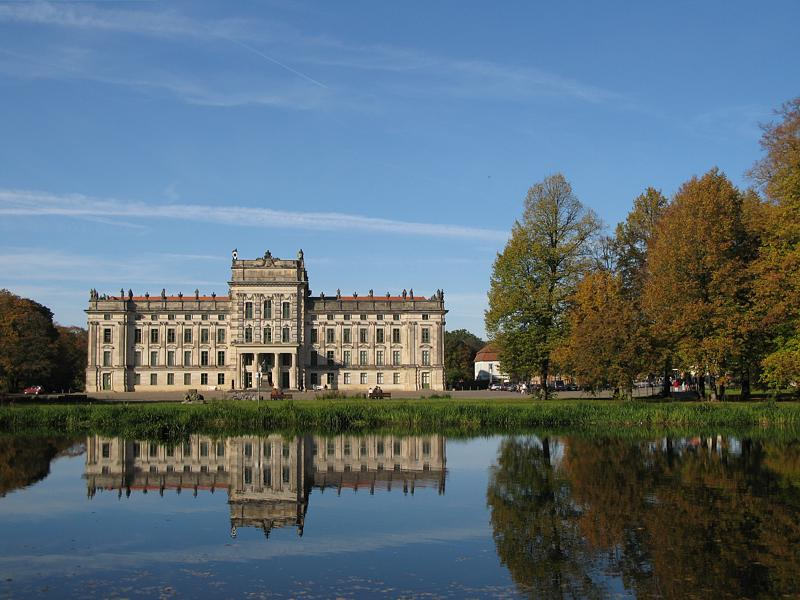
Резиденция герцога и герцогини Мекленбург-Шверинских, замок Людвигслюст в одноименном городке.

Дочь наследного принца Фридриха Людвига Вюртембергского (1698—1731) и Генриетты Марии Бранденбург-Шведтской (1702—1782) из династии Гогенцоллернов.
2 марта 1746 года она сочеталась браком с герцогом Фридрихом Мекленбургским (1717—1785), который вошёл в историю, как Фридрих Благочестивый. Свадьба состоялась в замке Шведт, принадлежавшем дяде невесты, Фридриху Вильгельму Бранденбург-Шведтскому. Брак остался бездетным.
В 1776 году герцогиня Луиза была награждена русской императрицей Екатериной Великой орденом Святой Екатерины большого креста. 
Портрет герцогини, исполненный придворным художником Георгом Давидом Матьё, хранится в Художественном музее Шверина.
Герцогиня пережила своего мужа и была похоронена в городской церкви Людвигслюста поблизости от своей резиденции.

## Литература

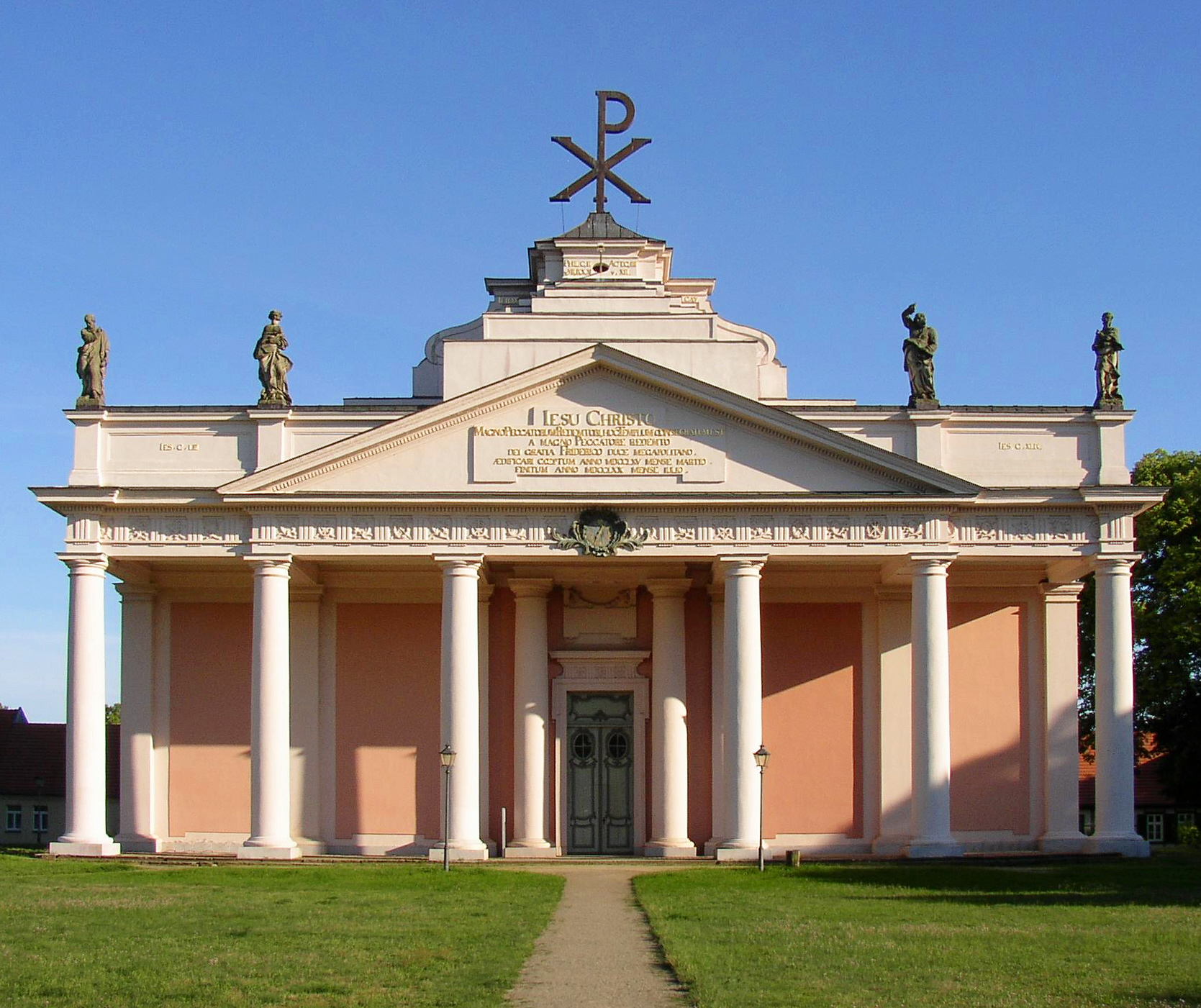
Городская церковь Людвигслюста, усыпальница герцога и герцогини.